# Марк Антоний
Вижте пояснителната страница за други личности с името Марк Антоний.
Марк Антоний (на латински: Marcus Antonius; M•ANTONIVS•M•F•M•N) е римски пълководец и триумвир.

## Детство
Антоний е роден в Рим. Баща му Марк Антоний Кретик е син на великия оратор Марк Антоний Оратор, убит от привържениците на Гай Марий в 86 пр.н.е. От страна на майка си, Юлия Антония, той е племенник на Юлий Цезар. След като баща му умира много млад, той заедно с братята си Луций Антоний и Гай Антоний остава под опеката на майка си, която се омъжва повторно за Публий Корнелий Лентул Сура – политик, замесен в заговора на Катилина и екзекутиран в 63 г. пр.н.е.
Според Плутарх, младостта на Антоний се характеризира от разпуснатост и разврат. Още преди да навърши 20 години, Антоний е дължал на кредитори сума от около 250 таланта.
След този период Антоний заминава в Гърция, за да учи реторика. Малко след това той постъпва в конницата на проконсула Авъл Габиний, който бил насочен към Сирия. В ролята си на командващ на конницата се отличава със смелост и безстрашие. По време на тази кампания посещава за първи път Александрия в Египет.

## Антоний и Цезар
В 54 пр.н.е. Антоний се включва в командването на армията на Юлий Цезар в Галия, където през 52 пр.н.е. става квестор.
Антоний става горещ привърженик на Цезар, и благодарение на последния в 50 г. пр.н.е. е избран за консул на плебса и авгур.
През същата година Антоний подкрепя Цезар в конфликта му с римския Сенат и Гней Помпей Велики, който е искал римският генерал да се откаже от длъжността на проконсул и от командването на армията преди да се кандидатира за поста на консул.
На 19 ноември Антоний е изгонен от Курията, напуска Рим и отива при Цезар при река Рубикон. По време на гражданската война, докато Цезар води настъплението към Рим, Антоний, начело на един отряд, завзема Арецо и след това Анкона.
В 49 пр.н.е. Антоний получава командването на войските в Италия. Впоследствие взима участие в битката във Фарсал и когато Цезар е назначен отново за римски диктатор, Антоний става началник на конницата (magister equitum), длъжност, която предполага политическото и военно командване на целия полуостров.
Поведението на Антоний като управител довежда до охлаждане на отношенията му с Цезар, който му отнема политическите задължения. Въпреки това, в 44 пр.н.е. Антоний е избран за консул.
През февруари на същата година, по време на празника Луперкали, консулът публично предлага на Цезар корона, която последният отхвърля. На 15 март 44 пр.н.е. Юлий Цезар е убит от група сенатори, възглавявани от Гай Касий Лонгин и Марк Юний Брут. Антоний прави компромис с убийците на Цезар, които получават амнистия в замяна на ратификацията на завещанието на Цезар.

## Втори триумвират
След смъртта на Цезар политическата сцена в Рим се разделя на три фракции: тази на убийците на Цезар, която заедно с Брут контролира Цизалпийска Галия и има поддръжката на Сената, фракция начело с Антоний и последната е тази на ветераните на легионите на Цезар, оглавявани от осиновения син на Юлий Цезар, Октавиан.
След няколко месеца сложни преговори и вследствие на поражението на Антоний в Модена, нанесено от обединените легиони на консулите и Октавиан, се стига до сключване на договор между Антоний, Октавиан и Марк Емилий Лепид.
През ноември 43 пр.н.е. тримата се обединяват във втори триумвират, ратифициран от закон за период от пет години.
За да се укрепи съюзът, Октавиан се жени за Клодия, доведена дъщеря на Антоний.
Триумвирите започват систематично преследване на убийците на Цезар и на опозицията. Цицерон става жертва на тези преследвания.
През 42 пр.н.е. след победата в битката при Филипи и самоубийството на Брут и Касий, триумвирите продължават да си поделят съответните сфери на влияние. Лепид получава контрол над Африка, Октавиан, на когото се падат западните провинции, остава в Рим, за да гарантира разпределяне на земите между ветераните, на Антоний се падат източните провинции.
Антоний заминава в Юдея, за да погаси там въстание. По време на пътуването се среща с Клеопатра в Тарс в 41 пр.н.е., влюбва се в нея и я следва в Александрия, където остава до следващата година.
В същото време Октавиан се развежда с Клодия и трябва да се бори с вътрешни безредици, оглавени от съпругата на Антоний – Фулвия.
През 40 г. пр.н.е. Октавиан и Антоний сключват мирен договор в Бриндизи, закрепен чрез брака на Антоний с Октавия, доведена сестра на Октавиан.

## Антоний и Клеопатра
Антоний започва подготовка на поход срещу Партия, но въстанието на Секст Помпей в Сицилия задържа обещаните му за тази цел войски. Той реагира остро на това и само благодарение на посредничеството на Октавия се стига до сключване на нов мирен договор в Таранто през 38 пр.н.е.
Триумвиратът се подновява за още пет години и Октавиан обещава да даде на Антоний легиони за похода срещу партите.
Антоний, уморен от дългото чакане, отплува за Александрия в Египет, за да се срещне отново с Клеопатра.
Финансиран от Египет Антоний събира армия и заминава в поход срещу Партското царство. Резултатите от похода са катастрофални, след редица поражения Антоний загубва почти цялата си армия по време на отстъплението си през Армения.
В същото време в Рим, след отстраняването на Лепид, властта остава в ръцете на Октавиан, който привлича на своя страна традиционно настроената римска аристокрация. Октавиан се жени за Ливия и започва да настройва общественото мнение срещу Антоний, като го обвинява в аморалност, защото е изоставил съпругата си и децата си заради царицата на Египет. Въпреки настоятелните покани да се завърне в Рим, той остава в Александрия с Клеопатра.
След завземането на Армения от Антоний през 34 г. пр.н.е., с финансовата помощ на Египет, двамата празнуват тържествен триумф в Александрия.
Римското обществено мнение е дълбоко оскърбено от този триумф.
Клеопатра получава титла „царица на царете“, култ към Изида и е назначена за регент на Египет и Кипър заедно с Цезарион, обявен за син и наследник на Цезар.
Водената от Клеопатра и Антоний политика предизвиква реакцията на Октавиан, който обвинява царицата че подкопава властта на Рим и убеждава римляните да се обяви война на Египет.
На 2 септември 31 пр.н.е. Антоний е разбит от Октавиан при Акциум.
Марк Антоний се самоубива, същата е съдбата и на Клеопатра няколко месеца по-късно.

## Браковете на Антоний и децата му
Антоний се е женил последователно за няколко жени – Фадия, Антония, Фулвия, Октавия и Клеопатра и от тях има няколко деца. Чрез дъщерите си от Октавия, той е предшествник на римските императори Калигула, Клавдий и Нерон.
1. Фадия, дъщеря на свободен. Според Цицерон, Фадия ражда на Антоний няколко деца. Нищо не е известно за нея или децата ѝ. Цицерон е единствения римски източник, който споменява за тази жена.
2. Антония Хибрида Младша е негова първа братовчедка по бащина линия. Според Плутарх, Антоний я гони от къщи, тъй като разбира, че тя му изневерява с негов приятел, трибуна Публий Корнелий Долабела. Това се случва през 47 пр.н.е. и Антоний се развежда с нея. От Антония той има една дъщеря, също Антония, която се жени за гръка Питодор от Трал.
3. Фулвия – От брака си с Фулвия, Антоний има два сина:
  - Марк Антоний Антил, който е убит от Октавиан през 30 пр.н.е.
  - Юл Антоний, който се жени за Клавдия Марцела Старша, дъщеря на Октавия, сестрата на Октавиан.
4. Октавия Младша – сестра на Октавиан. От брака си имат две дъщери:
  - Антония Старша, която се омъжва за Луций Домиций Ахенобарб; баба на императрица Валерия Месалина и на Нерон.
  - Антония Младша, която се омъжва за Нерон Клавдий Друз, син на Ливия; майка на император Клавдий, баба на император Калигула и императрица Агрипина Младша, прабаба на император Нерон.
5. Клеопатра – от нея има три деца:
  - близнаците Александър Хелиос и Клеопатра Селена II. Селена се омъжва за цар Юба II, владетел на Нумидия и по-късно Мавретания; кралицата на Сирия, Зеновия произлиза от Селена и Юба.
  - Птолемей II Филаделф.

## Други
- В Успоредни животописи Плутарх описва живота на Марк Антоний наред с този на Деметрий I Полиоркет.

## Исторически извори
- Плутарх, Сравнителни животописи – „Деметрий и Антоний“
- Дион Касий, „Римска история“
- Цицерон, „Писма“ и „Филипики“

## Литературни творби
- Уилям Шекспир, „Антоний и Клеопатра“